# Alphomelon
Alphomelon is een geslacht van insecten uit de orde vliesvleugeligen (Hymenoptera) en de familie schildwespen (Braconidae).

## Soorten
- A. arecaphile Deans, 2003
- A. brachymacher Deans, 2003
- A. brasiliense Shimabukuro & Penteado-Dias, 2003
- A. bromeliphile Deans, 2003
- A. citroloma Deans, 2003
- A. conforme (Muesebeck, 1958)
- A. crocostethus Deans, 2003
- A. disputabile (Ashmead, 1900)
- A. melanoscelis Deans, 2003
- A. nanosoma Deans, 2003
- A. nigriceps (Ashmead, 1900)
- A. paurogenum Deans, 2003
- A. phthorimaeae (Muesebeck, 1921)
- A. pyrrhogluteum Deans, 2003
- A. rhyssocercus Deans, 2003
- A. rugosum Shimabukuro & Penteado-Dias, 2003
- A. simpsonorum Deans, 2003
- A. talidicida (Wilkinson, 1931)
- A. winniewertzae Deans, 2003
- A. xestopyga Deans, 2003